# Tour de Pologne 2009
La 66e édition du Tour de Pologne a eu lieu du 2 au 8 août 2009 sur 1253,6 km entre Varsovie et Cracovie. Il fait partie de l'UCI ProTour 2009 et du calendrier mondial UCI 2009. La victoire est revenue au champion du monde italien Alessandro Ballan.

## Récit de la course
Après quatre étapes terminées par un sprint massif, le champion du monde Alessandro Ballan remporte la cinquième étape puis termine deuxième de la suivante. Il termine à chaque fois dans un groupe de coureurs détachés, ce qui lui permet de remporter le classement général. Il s'agit de sa première victoire depuis le début de l'année.

## Parcours et étapes
| Num       | Date   | Villes étapes                      | Distance | Vainqueur d'étape    | Leader du classement général |
| 1re étape | 2 août | Varsovie                           | 108,0    | Borut Božič          | Borut Božič                  |
| 2e étape  | 3 août | Serock – Białystok                 | 219,1    | Angelo Furlan        | Borut Božič                  |
| 3e étape  | 4 août | Bielsk Podlaski – Lublin           | 225,1    | Jacopo Guarnieri     | André Greipel                |
| 4e étape  | 5 août | Nałęczów – Rzeszów                 | 239,7    | Edvald Boasson Hagen | Jürgen Roelandts             |
| 5e étape  | 6 août | Strzyżów – Krynica-Zdrój           | 163,0    | Alessandro Ballan    | Alessandro Ballan            |
| 6e étape  | 7 août | Krościenko nad Dunajcem – Zakopane | 162,2    | Edvald Boasson Hagen | Alessandro Ballan            |
| 7e étape  | 8 août | Rabka-Zdrój – Cracovie             | 136,5    | André Greipel        | Alessandro Ballan            |

## Classements finals

### Classement général
|    | Cycliste             | Pays     | Équipe               |    | Temps            |
| -- | -------------------- | -------- | -------------------- | -- | ---------------- |
| 1  | Alessandro Ballan    | Italie   | Lampre-NGC           | en | 28 h 46 min 13 s |
| 2  | Daniel Moreno        | Espagne  | Caisse d'Épargne     | +  | 10 s             |
| 3  | Edvald Boasson Hagen | Norvège  | Team Columbia-HTC    |    | 11 s             |
| 4  | Pieter Weening       | Pays-Bas | Rabobank             |    | 12 s             |
| 5  | Francesco Reda       | Italie   | Quick Step           |    | 16 s             |
| 6  | Marek Rutkiewicz     | Pologne  | Team Poland Bank BGZ |    | 16 s             |
| 7  | Sylwester Szmyd      | Pologne  | Liquigas             |    | 16 s             |
| 8  | Marco Marcato        | Italie   | Vacansoleil          |    | 23 s             |
| 9  | Pablo Lastras        | Espagne  | Caisse d'Épargne     |    | 23 s             |
| 10 | Francesco Gavazzi    | Italie   | Lampre-NGC           |    | 26 s             |

| Pos | Coureur          | Équipe            | Pts |
| --- | ---------------- | ----------------- | --- |
|     | Jürgen Roelandts | Silence-Lotto     | 77  |
| 2   | André Greipel    | Team Columbia-HTC | 72  |
| 3   | Graeme Brown     | Rabobank          | 69  |

| Pos | Coureur          | Équipe               | Pts |
| --- | ---------------- | -------------------- | --- |
|     | Marek Rutkiewicz | Team Poland Bank BGZ | 100 |
| 2   | Jacek Morajko    | Team Poland Bank BGZ | 59  |
| 3   | Tadej Valjavec,  | AG2R La Mondiale     | 31  |

| Pos | Coureur        | Équipe       | Pts |
| --- | -------------- | ------------ | --- |
|     | David Loosli   | Lampre-NGC   | 9   |
| 2   | László Bodrogi | Team Katusha | 9   |
| 3   | Björn Schröder | Team Milram  | 8   |

| Pos | Équipe           | Temps               |
| --- | ---------------- | ------------------- |
| 1   | Caisse d'Épargne | en 86 h 20 min 01 s |
| 2   | Vacansoleil      | + 15 s              |
| 3   | Lampre-NGC       | + 23 s              |

## Les étapes

### 1reétape
2 août 2009 – Varsovie, 108 km

|    | Cycliste           | Pays      | Équipe                | Temps           |
| -- | ------------------ | --------- | --------------------- | --------------- |
| 1  | Borut Božič        | Slovénie  | Vacansoleil           | 2 h 12 min 56 s |
| 2  | André Greipel      | Allemagne | Team Columbia-HTC     | m.t.            |
| 3  | Francesco Gavazzi  | Italie    | Lampre-NGC            | m.t.            |
| 4  | Jacopo Guarnieri   | Italie    | Liquigas              | m.t.            |
| 5  | Jürgen Roelandts   | Belgique  | Silence-Lotto         | m.t.            |
| 6  | Christopher Sutton | Australie | Garmin-Slipstream     | m.t.            |
| 7  | Igor Abakoumov     | Belgique  | ISD-NERI              | m.t.            |
| 8  | Graeme Brown       | Australie | Rabobank              | m.t.            |
| 9  | Maciej Paterski    | Pologne   | Team Poland Bank BGZ  | m.t.            |
| 10 | Steve Chainel      | France    | BBox Bouygues Telecom | m.t.            |

|    | Cycliste          | Pays       | Équipe               | Temps           |
| -- | ----------------- | ---------- | -------------------- | --------------- |
| 1  | Borut Božič       | Slovénie   | Vacansoleil          | 2 h 12 min 56 s |
| 2  | David Loosli      | Suisse     | Lampre-NGC           | +1 s            |
| 3  | André Greipel     | Allemagne  | Team Columbia-HTC    | +4 s            |
| 4  | Błażej Janiaczyk  | Pologne    | Team Poland Bank BGZ | m.t.            |
| 5  | Francesco Gavazzi | Italie     | Lampre-NGC           | +6 s            |
| 6  | Wim De Vocht      | Belgique   | Vacansoleil          | +9 s            |
| 7  | Jason McCartney   | États-Unis | Team Saxo Bank       | m.t.            |
| 8  | Sergio de Lis     | Espagne    | Euskaltel-Euskadi    | m.t.            |
| 9  | Jacopo Guarnieri  | Italie     | Liquigas             | +10 s           |
| 10 | Jürgen Roelandts  | Belgique   | Silence-Lotto        | m.t.            |

### 2eétape
3 août 2009 – Serock à Białystok, 219.1 km
|    | Cycliste              | Pays           | Équipe                | Temps           |
| -- | --------------------- | -------------- | --------------------- | --------------- |
| 1  | Angelo Furlan         | Italie         | Lampre-NGC            | 4 h 57 min 25 s |
| 2  | Jürgen Roelandts      | Belgique       | Silence-Lotto         | m.t.            |
| 3  | Juan José Haedo       | Argentine      | Team Saxo Bank        | m.t.            |
| 4  | Alexandre Usov        | Biélorussie    | Cofidis               | m.t.            |
| 5  | Graeme Brown          | Australie      | Rabobank              | m.t.            |
| 6  | André Greipel         | Allemagne      | Team Columbia-HTC     | m.t.            |
| 7  | Robert Förster        | Afrique du Sud | Team Milram           | m.t.            |
| 8  | Sébastien Turgot      | France         | BBox Bouygues Telecom | m.t.            |
| 9  | Hervé Duclos-Lassalle | France         | Cofidis               | m.t.            |
| 10 | Aitor Galdós          | Espagne        | Euskaltel-Euskadi     | m.t.            |

|    | Cycliste            | Pays      | Équipe               | Temps           |
| -- | ------------------- | --------- | -------------------- | --------------- |
| 1  | Borut Božič         | Slovénie  | Vacansoleil          | 7 h 10 min 11 s |
| 2  | Angelo Furlan       | Italie    | Lampre-NGC           | m.t.            |
| 3  | David Loosli        | Suisse    | Lampre-NGC           | +1 s            |
| 4  | Jürgen Roelandts    | Belgique  | Silence-Lotto        | +4 s            |
| 5  | André Greipel       | Allemagne | Team Columbia-HTC    | m.t.            |
| 6  | Błażej Janiaczyk    | Pologne   | Team Poland Bank BGZ | m.t.            |
| 7  | Bartłomiej Matysiak | Pologne   | Team Poland Bank BGZ | m.t.            |
| 8  | Dominik Roels       | Allemagne | Team Milram          | +5 s            |
| 9  | Juan José Haedo     | Argentine | Team Saxo Bank       | +6 s            |
| 10 | Francesco Gavazzi   | Italie    | Lampre-NGC           | m.t.            |

### 3eétape
4 août 2009 – Bielsk Podlaski à Lublin, 225.1 km
|    | Cycliste          | Pays      | Équipe               | Temps           |
| -- | ----------------- | --------- | -------------------- | --------------- |
| 1  | Jacopo Guarnieri  | Italie    | Liquigas             | 5 h 22 min 31 s |
| 2  | Allan Davis       | Australie | Quick Step           | m.t.            |
| 3  | André Greipel     | Allemagne | Team Columbia-HTC    | m.t.            |
| 4  | Danilo Napolitano | Italie    | Team Katusha         | m.t.            |
| 5  | Igor Abakoumov    | Belgique  | ISD-NERI             | m.t.            |
| 6  | Jürgen Roelandts  | Belgique  | Silence-Lotto        | m.t.            |
| 7  | Juan José Haedo   | Argentine | Team Saxo Bank       | m.t.            |
| 8  | Maciej Paterski   | Pologne   | Team Poland Bank BGZ | m.t.            |
| 9  | Graeme Brown      | Australie | Rabobank             | m.t.            |
| 10 | Aitor Galdós      | Espagne   | Euskaltel-Euskadi    | m.t.            |

|    | Cycliste            | Pays      | Équipe               | Temps            |
| -- | ------------------- | --------- | -------------------- | ---------------- |
| 1  | André Greipel       | Allemagne | Team Columbia-HTC    | 12 h 32 min 42 s |
| 2  | Jacopo Guarnieri    | Italie    | Liquigas             | + 0 s            |
| 3  | Borut Božič         | Slovénie  | Vacansoleil          | + 0 s            |
| 4  | Angelo Furlan       | Italie    | Lampre-NGC           | + 0 s            |
| 5  | David Loosli        | Suisse    | Lampre-NGC           | + 1 s            |
| 6  | László Bodrogi      | France    | Team Katusha         | + 1 s            |
| 7  | Björn Schröder      | Allemagne | Team Milram          | + 2 s            |
| 8  | Olivier Kaisen      | Belgique  | Silence-Lotto        | + 3 s            |
| 9  | Jürgen Roelandts    | Belgique  | Silence-Lotto        | + 4 s            |
| 10 | Bartłomiej Matysiak | Pologne   | Team Poland Bank BGZ | + 4 s            |

### 4eétape
5 août 2009 – Nałęczów à Rzeszów, 239.7 km
|    | Cycliste             | Pays      | Équipe                | Temps           |
| -- | -------------------- | --------- | --------------------- | --------------- |
| 1  | Edvald Boasson Hagen | Norvège   | Team Columbia-HTC     | 5 h 25 min 55 s |
| 2  | Jürgen Roelandts     | Belgique  | Silence-Lotto         | m.t             |
| 3  | Danilo Napolitano    | Italie    | Team Katusha          | m.t             |
| 4  | Steve Chainel        | France    | BBox Bouygues Telecom | m.t             |
| 5  | Igor Abakoumov       | Belgique  | ISD-NERI              | m.t             |
| 6  | Robert Förster       | Allemagne | Team Milram           | m.t             |
| 7  | Graeme Brown         | Australie | Rabobank              | m.t             |
| 8  | Francesco Gavazzi    | Italie    | Lampre-NGC            | m.t             |
| 9  | Sébastien Chavanel   | France    | La Française des jeux | m.t             |
| 10 | Michał Gołaś         | Pologne   | Vacansoleil           | m.t             |

|    | Cycliste             | Pays      | Équipe            | Temps            |
| -- | -------------------- | --------- | ----------------- | ---------------- |
| 1  | Jürgen Roelandts     | Belgique  | Silence-Lotto     | 17 h 58 min 35 s |
| 2  | Borut Božič          | Slovénie  | Vacansoleil       | + 2 s            |
| 3  | Jacopo Guarnieri     | Italie    | Liquigas          | m.t              |
| 4  | Angelo Furlan        | Italie    | Lampre-NGC        | m.t              |
| 5  | André Greipel        | Allemagne | Team Columbia-HTC | m.t              |
| 6  | Edvald Boasson Hagen | Norvège   | Team Columbia-HTC | m.t              |
| 7  | David Loosli         | Suisse    | Lampre-NGC        | + 3 s            |
| 8  | László Bodrogi       | France    | Team Katusha      | m.t              |
| 9  | Björn Schröder       | Allemagne | Team Milram       | + 4 s            |
| 10 | Olivier Kaisen       | Belgique  | Silence-Lotto     | + 5 s            |

### 5eétape
6 août 2009 – Strzyżów à Krynica-Zdrój, 171.5 km
|    | Cycliste          | Pays     | Équipe               | Temps           |
| -- | ----------------- | -------- | -------------------- | --------------- |
| 1  | Alessandro Ballan | Italie   | Lampre-NGC           | 3 h 48 min 23 s |
| 2  | Daniel Moreno     | Espagne  | Caisse d'Épargne     | m.t             |
| 3  | Pieter Weening    | Pays-Bas | Rabobank             | m.t             |
| 4  | Francesco Reda    | Italie   | Quick Step           | m.t             |
| 5  | Marek Rutkiewicz  | Pologne  | Team Poland Bank BGZ | m.t             |
| 6  | Sylwester Szmyd   | Pologne  | Liquigas             | m.t             |
| 7  | Marco Marcato     | Italie   | Vacansoleil          | + 15 s          |
| 8  | Francesco Gavazzi | Italie   | Lampre-NGC           | m.t             |
| 9  | Mauricio Ardila   | Colombie | Rabobank             | m.t             |
| 10 | Daniel Martin     | Irlande  | Garmin-Slipstream    | m.t             |

|    | Cycliste             | Pays     | Équipe               | Temps            |
| -- | -------------------- | -------- | -------------------- | ---------------- |
| 1  | Alessandro Ballan    | Italie   | Lampre-NGC           | 21 h 47 min 00 s |
| 2  | Dan Moreno           | Espagne  | Caisse d'Épargne     | + 4 s            |
| 3  | Pieter Weening       | Pays-Bas | Rabobank             | + 6 s            |
| 4  | Francesco Reda       | Italie   | Quick Step           | + 10 s           |
| 5  | Marek Rutkiewicz     | Pologne  | Team Poland Bank BGZ | m.t              |
| 6  | Sylwester Szmyd      | Pologne  | Liquigas             | m.t              |
| 7  | Jürgen Roelandts     | Belgique | Silence-Lotto        | + 11 s           |
| 8  | Edvald Boasson Hagen | Norvège  | Team Columbia-HTC    | + 15 s           |
| 9  | David Loosli         | Suisse   | Lampre-NGC           | + 16 s           |
| 10 | Francesco Gavazzi    | Italie   | Lampre-NGC           | + 20 s           |

### 6eétape
7 août 2009 – Krościenko nad Dunajcem à Zakopane, 162.2 km
|    | Cycliste             | Pays       | Équipe               | Temps           |
| -- | -------------------- | ---------- | -------------------- | --------------- |
| 1  | Edvald Boasson Hagen | Norvège    | Team Columbia-HTC    | 4 h 03 min 40 s |
| 2  | Alessandro Ballan    | Italie     | Lampre-NGC           | m.t             |
| 3  | Marco Marcato        | Italie     | Vacansoleil          | m.t             |
| 4  | Francesco Reda       | Italie     | Quick Step           | m.t             |
| 5  | Francesco Gavazzi    | Italie     | Lampre-NGC           | m.t             |
| 6  | Marek Rutkiewicz     | Pologne    | Team Poland Bank BGZ | m.t             |
| 7  | Daniel Moreno        | Espagne    | Caisse d'Épargne     | m.t             |
| 8  | Pablo Lastras        | Espagne    | Caisse d'Épargne     | m.t             |
| 9  | Maxim Iglinskiy      | Kazakhstan | Astana               | m.t             |
| 10 | Oliver Zaugg         | Suisse     | Liquigas             | m.t             |

|    | Cycliste             | Pays     | Équipe               | Temps            |
| -- | -------------------- | -------- | -------------------- | ---------------- |
| 1  | Alessandro Ballan    | Italie   | Lampre-NGC           | 25 h 50 min 34 s |
| 2  | Daniel Moreno        | Espagne  | Caisse d'Épargne     | + 10 s           |
| 3  | Edvald Boasson Hagen | Norvège  | Team Columbia-HTC    | + 11 s           |
| 4  | Pieter Weening       | Pays-Bas | Rabobank             | + 12 s           |
| 5  | Francesco Reda       | Italie   | Quick Step           | + 16 s           |
| 6  | Marek Rutkiewicz     | Pologne  | Team Poland Bank BGZ | m.t              |
| 7  | Sylwester Szmyd      | Pologne  | Liquigas             | m.t              |
| 8  | Francesco Gavazzi    | Italie   | Lampre-NGC           | + 26 s           |
| 9  | David Loosli         | Suisse   | Lampre-NGC           | m.t              |
| 10 | Marco Marcato        | Italie   | Vacansoleil          | + 27 s           |

### 7eétape
8 août 2009 – Rabka-Zdrój à Cracovie, 136.5 km
|    | Cycliste           | Pays             | Équipe                | Temps           |
| -- | ------------------ | ---------------- | --------------------- | --------------- |
| 1  | André Greipel      | Allemagne        | Team Columbia-HTC     | 2 h 55 min 39 s |
| 2  | Christopher Sutton | Australie        | Garmin-Slipstream     | m.t.            |
| 3  | Wouter Weylandt    | Belgique         | Quick Step            | m.t.            |
| 4  | Matthew Goss       | Australie        | Team Saxo Bank        | m.t.            |
| 5  | Matthé Pronk       | Pays-Bas         | Vacansoleil           | m.t.            |
| 6  | Danilo Napolitano  | Italie           | Team Katusha          | m.t.            |
| 7  | Graeme Brown       | Australie        | Rabobank              | m.t.            |
| 8  | Dominik Roels      | Allemagne        | Team Milram           | m.t.            |
| 9  | Timothy Gudsell    | Nouvelle-Zélande | La Française des jeux | m.t.            |
| 10 | Alessandro Ballan  | Italie           | Lampre-NGC            | m.t.            |

|    | Cycliste             | Pays     | Équipe               | Temps            |
| -- | -------------------- | -------- | -------------------- | ---------------- |
| 1  | Alessandro Ballan    | Italie   | Lampre-NGC           | 28 h 46 min 13 s |
| 2  | Daniel Moreno        | Espagne  | Caisse d'Épargne     | + 10 s           |
| 3  | Edvald Boasson Hagen | Norvège  | Team Columbia-HTC    | + 11 s           |
| 4  | Pieter Weening       | Pays-Bas | Rabobank             | + 12 s           |
| 5  | Francesco Reda       | Italie   | Quick Step           | + 16 s           |
| 6  | Marek Rutkiewicz     | Pologne  | Team Poland Bank BGZ | m.t              |
| 7  | Sylwester Szmyd      | Pologne  | Liquigas             | m.t              |
| 8  | Marco Marcato        | Italie   | Vacansoleil          | + 23 s           |
| 9  | Pablo Lastras        | Espagne  | Caisse d'Épargne     | m.t              |
| 10 | Francesco Gavazzi    | Italie   | Lampre-NGC           | + 26 s           |

## Évolution des classements
| Étape              | Vainqueur            | Classement général | Grand Prix de la montagne | Sprints intermédiaires | Classement par points |
| ------------------ | -------------------- | ------------------ | ------------------------- | ---------------------- | --------------------- |
| 1                  | Borut Božič          | Borut Božič        | Błażej Janiaczyk          | David Loosli           | Borut Božič           |
| 2                  | Angelo Furlan        | Borut Božič        | Błażej Janiaczyk          | David Loosli           | Jürgen Roelandts      |
| 3                  | Jacopo Guarnieri     | André Greipel      | Błażej Janiaczyk          | David Loosli           | André Greipel         |
| 4                  | Edvald Boasson Hagen | Jürgen Roelandts   | Błażej Janiaczyk          | David Loosli           | Jürgen Roelandts      |
| 5                  | Alessandro Ballan    | Alessandro Ballan  | Pavel Brutt               | David Loosli           | Jürgen Roelandts      |
| 6                  | Edvald Boasson Hagen | Alessandro Ballan  | Marek Rutkiewicz          | David Loosli           | Jürgen Roelandts      |
| 7                  | André Greipel        | Alessandro Ballan  | Marek Rutkiewicz          | David Loosli           | Jürgen Roelandts      |
| Classements finals | Classements finals   | Alessandro Ballan  | Marek Rutkiewicz          | David Loosli           | Jürgen Roelandts      |